# Аеродром Франкфурт на Мајни
Аеродром Франкфурт на Мајни (: , :), познат и као само аеродром Франкфурт (енгл. Frankfurt Airport) или аеродром Рајна-Мајна, је међународни аеродром који опслужује немачко „привредно чвориште”, град Франкфурт на Мајни, Аеродром је удаљен 12 километара југозападно од средишта града. То је најпрометнији је аеродром у Немачкој и трећи по промету у Европи. 2018. године кроз аеродром је прошло близу 70 милиона путника. Такође, најпрометнији је Европски аеродром везано за теретни саобраћај.
Аеродром Франкфурт је матично чвориште немачког државног авио-превозника „Луфтханзе”, као и за неколико других авио-компанија: „ЕрЛоџик”, „Кондор”, „Луфтханза Ситилајн” и „Луфтханза Карго”. Поред тога, аеродром је авио-чвориште за „Рајанер”, „СанЕкспрес Дојчланд” и „ТУИ Флај Дојчланд”.
Аеродром се директно налази у региону Рајна-Мајна, другој по величини метрополитенској регији у Немачкој.

## Историјат
Аеродром Франкфурт је отворен 8. маја 1936. године, а део аеродрома је био уређен за цепелине. Пре тога, постојао је и старији аеродром у западном делу града, отворен 1909. године, а који се показао неусловним са развојем авијације. Ускоро, са почетком Другог светског рата, аеродром постаје војни, за потребе „Луфтвафеа”.
После Другог светског рата и за поделом Европе на западни и источни блок, аеродром добија војни значај за НАТО. Јужни део аеродрома позната је као „Рајна-Мајна” војна ваздушна база, на коју су 1947. до крајем 2005. године користили Америчке војне силе. Данас, ваздушна база припада власници аеродрома, Fraport.
Од 1951. године аеродром Франкфурт је поново почео примати цивилне авионе. Аеродром се брзо развијао, па је од 1958. године постао важно чвориште светског авио-превоза. Током времена аеродром је прошириван, па данас има четири полетно-слетне стазе и два пространа терминала.